# Domsen

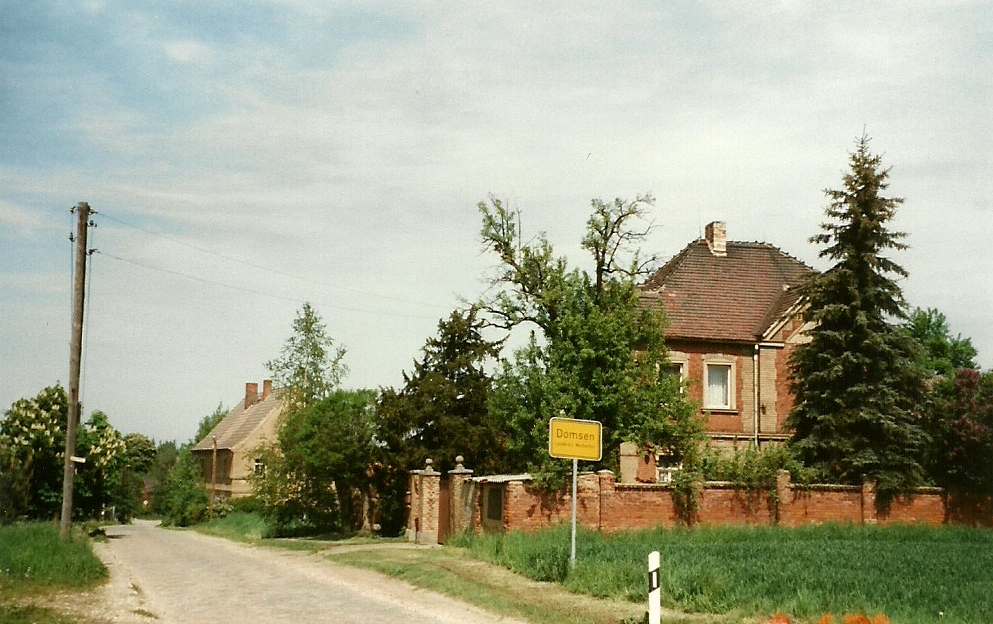
Ortseingang Domsen im Jahr 1998

Domsen ist eine moderne Wüstung bei Hohenmölsen im Burgenlandkreis in Sachsen-Anhalt. Das Dorf Domsen mit dem dortigen Rittergut wurde abgerissen. Die Ortsflur musste ab 1967 dem Tagebau Profen zum Abbau von Braunkohle weichen.

## Geschichte
Domsen lag bis 1815 im kursächsischen Amt Weißenfels (Burgwerbener Gerichtsstuhl), das zwischen 1656/57 und 1746 zum Sekundogenitur-Fürstentum Sachsen-Weißenfels gehörte. Durch die Beschlüsse des Wiener Kongresses kam der Ort im Jahr 1815 zu Preußen und wurde 1816 dem Kreis Weißenfels im  Regierungsbezirk Merseburg der Provinz Sachsen zugeteilt. 
Bei der zweiten Kreisreform in der DDR wurde Domsen als Ortsteil von Großgrimma im Jahr 1952 dem Kreis Hohenmölsen im Bezirk Halle zugeordnet. Seit 1994 gehörte der Ort zum Landkreis Weißenfels. Im gleichen Jahr begann die Umsiedlung von Großgrimma und seiner Ortsteile. Nachdem diese 1998 abgeschlossen war, wurden die Orte abgerissen und ihre Fluren nach Hohenmölsen eingemeindet.